# جون كارتر (رجل أعمال)
جون كارتر (بالإنجليزية: John Carter)‏ هو شخصية أعمال بريطاني، ولد في 28 ديسمبر 1937.